# Aéroport de Türkmenabat
Pour les articles homonymes, voir CRZ.
L'aéroport de Türkmenabat (code IATA : CRZ • code OACI : UTAV) est un aéroport domestique situé à environ 5 km à l'est du centre de Türkmenabat, au Turkménistan.

## Situation
| \| 100 km1:14 016 000 \| Achgabat Daşoguz Kerki Balkanabat Garabogaz Mary Türkmenbaşy Türkmenabat |
| 100 km1:14 016 000                                                                                |

## Compagnies aériennes et destinations
| Compagnies            | Destinations                                |
| --------------------- | ------------------------------------------- |
| Nordwind Airlines     | Bokhtar/Qurghonteppa, Moscou Chérémétiévo   |
| Turkmenistan Airlines | Achgabat, Daşoguz, Türkmenbaşy(Krasnodovsk) |

Édité le 18/11/2020